# Bufadienolide
El bufadienolide és un compost químic amb una estructura esteroide. Els seus derivats es coneixen col·lectivament com bufadienolides, incloent molts bufadienolides que contenen dels sucres. Els bufadienolides i els seus glucòsids són tòxics; poden causar bloqueig atrioventricular, bradicàrdia, taquicàrdia ventricular i aturada cardíaca.

## Etimologia
El terme prové del gènere de gripaus Bufo que contenen glicòsids bufadienolides, el sufix -adien- es refereix als dobles enllaços en l'anell de lactona i elfinal en -olide denota l'estructura lactona.

## Classificació

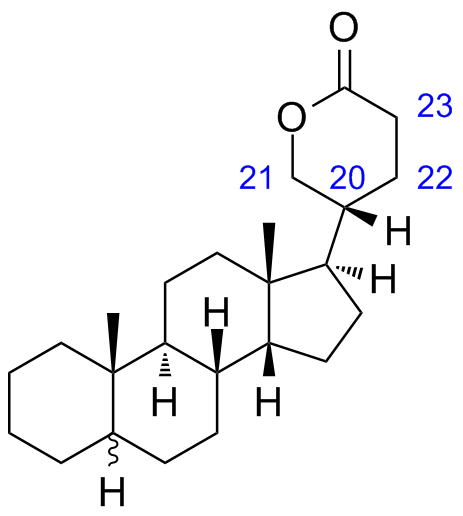
Estructura dels bufanolides

D'acord amb MeSH, els bufadienolides i bufanolides es classifiquen així:
- Compostos policíclics
  - Esteroides
    - Cardanolides
      - Cardenolides
      - Glucòsids cardíacs
        - Bufanolides (inclou bufenolides, bufadienolides, bufatrienolides)
          - Proscil·laridina
          - Daigremontianina

        - Cardenolides